# Roy Hamilton
Pour les articles homonymes, voir Roy Hamilton (homonymie) et Hamilton.
Roy Lee Hamilton, né le 20 juillet 1957 à Los Angeles, Californie, est un ancien joueur américain de basket-ball. Il évolue durant sa carrière au poste d'arrière.
Issu de l'équipe universitaire des Bruins d'UCLA, il est drafté en 1979 par les Pistons de Détroit en 10e position.
Il a évolué en NBA durant 2 saisons.